# The Death of Peace of Mind (singolo)
The Death of Peace of Mind è un singolo del gruppo musicale statunitense Bad Omens, pubblicato il 10 novembre 2021 come primo estratto dall'album omonimo.

## Descrizione
Il brano si caratterizza per un abbondante utilizzo di sintetizzatori e beat elettronici nella prima parte, con un cantato prevalentemente melodico di Noah Sebastian, il quale fa uso dello screaming durante il breakdown. Il cantante ha ideato una versione embrionale nel 2020, all'indomani della quarantena imposta a causa della pandemia di COVID-19, attraverso un processo da lui definito sperimentale, facendo uso di oggetti casalinghi vari da lui registrati e successivamente campionati:

## Video musicale
Il video, diretto da Orie McGinness, è stato reso disponibile in concomitanza con il lancio del singolo attraverso il canale YouTube della Sumerian Records.

## Tracce
Testi e musiche di Noah Sebastian e Joakim Karlsson.
Download digitale
1. The Death of Peace of Mind – 4:01

Download digitale – remix
1. The Death of Peace of Mind (So Wylie Patch) – 2:45

## Formazione
Hanno partecipato alle registrazioni, secondo le note di copertina di The Death of Peace of Mind:
Gruppo
- Noah Sebastian – voce, programmazione
- Joakim Karlsson – chitarra, programmazione, voce aggiuntiva
- Nicholas Ruffilo – chitarra, basso
- Nick Folio – batteria

Produzione
- Noah Sebastian – produzione, ingegneria del suono
- Joakim Karlsson – produzione, ingegneria del suono
- Matt Dierkens – ingegneria del suono
- Zakk Cervini – missaggio, mastering
- Nik Trekov – assistenza al missaggio

## Classifiche
| Classifica (2023-24)             | Posizione massima |
| -------------------------------- | ----------------- |
| Stati Uniti (alternative)        | 10                |
| Stati Uniti (hard rock)          | 2                 |
| Stati Uniti (mainstream rock)    | 2                 |
| Stati Uniti (rock & alternative) | 30                |

## Date di pubblicazione
| Paese                 | Data di pubblicazione | Formato                      | Note   |
| --------------------- | --------------------- | ---------------------------- | ------ |
| Mondo                 | 10 novembre 2021      | Download digitale, streaming | [ 8 ]  |
| Stati Uniti d'America | 16 maggio 2023        | Airplay                      | [ 9 ]  |
| Mondo                 | 17 aprile 2024        | Download digitale – remix    | [ 10 ] |